# Франческо Мария Грималди
Франческо Мария Грималди (на италиански: Francesco Maria Grimaldi) е италиански математик, астроном и физик, преподавал в йезуитския колеж в Болоня.

## Биография
Роден е на 2 април 1618 година в Болоня, Папска държава (днес Италия), в заможно семейство. Баща му е търговец на коприна, произхождащ от благородно потекло, който се премества в Болоня през 1589 г. На 18 март 1632 г. Франческо и брат му Винченцо се присъединяват към Йезуитския орден.
През 1635 г. Грималди заминава за Парма, където започва обучението си по философия, но-малко след това е прехвърлен в Болоня, където продължава обучението си. След като завършва преподава реторика и хуманитарни науки в колежа Санта Лучия от 1638 до 1642.
Между 1642 и 1645 година, Грималди учи теология и получава докторска степен през 1647. След това той започва да преподава философия, но след по-малко от една година се отказва и започва да преподава математика. Не е ясно какво го подтиква към тази промяна. Много историци предполагат, че смяната е резултат от здравословни проблеми като той намира преподаването на математика по-малко взискателна, отколкото философията.
Грималди е ръкоположен за свещеник на 1 май 1651 година.
Умира на 28 декември 1663 година в Болоня на 45-годишна възраст. Той прекарва последните десет години от живота си в изследване на свойствата на светлината.

## Научна дейност
В периода 1640 – 1650 година Грималди работи заедно с Джовани Ричиоли върху свободното падане на предметите. Те заключават, че разстоянието на падането е пропорционално на времето, което му отнема на квадрат.
Занимава се и с астрономия. Конструира инструменти, с които измерва различни геоложки особености на Луната и успява да нарисува точна карта, която Ричиоли публикува.
Грималди е първият, който прави точни измервания на дифракцията на светлината (въпреки че според някои Леонардо да Винчи пръв забелязва това) и въвежда самата дума „дифракция“. По-късно други физици използват откритията му, за да докажат, че светлината е вълна. Също и Исак Нютон използва негови открития, за да създаде теория за светлината.

## Признание
- Кратерът Грималди на Луната е именуван в негова чест.